# Radar Imager for Mars' subsurface experiment

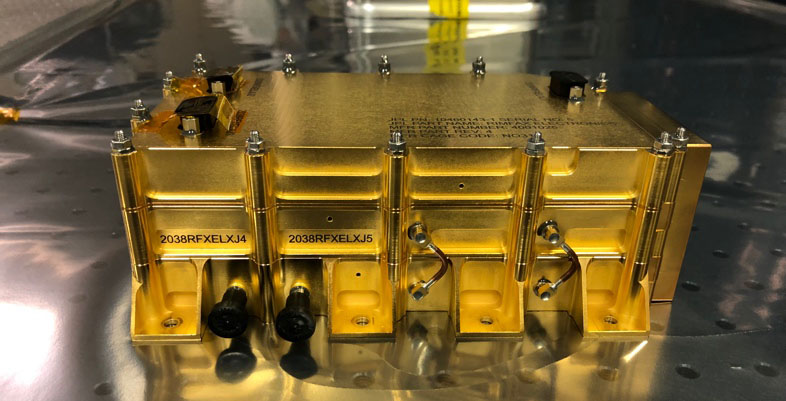
Box se zařízením RIMFAX

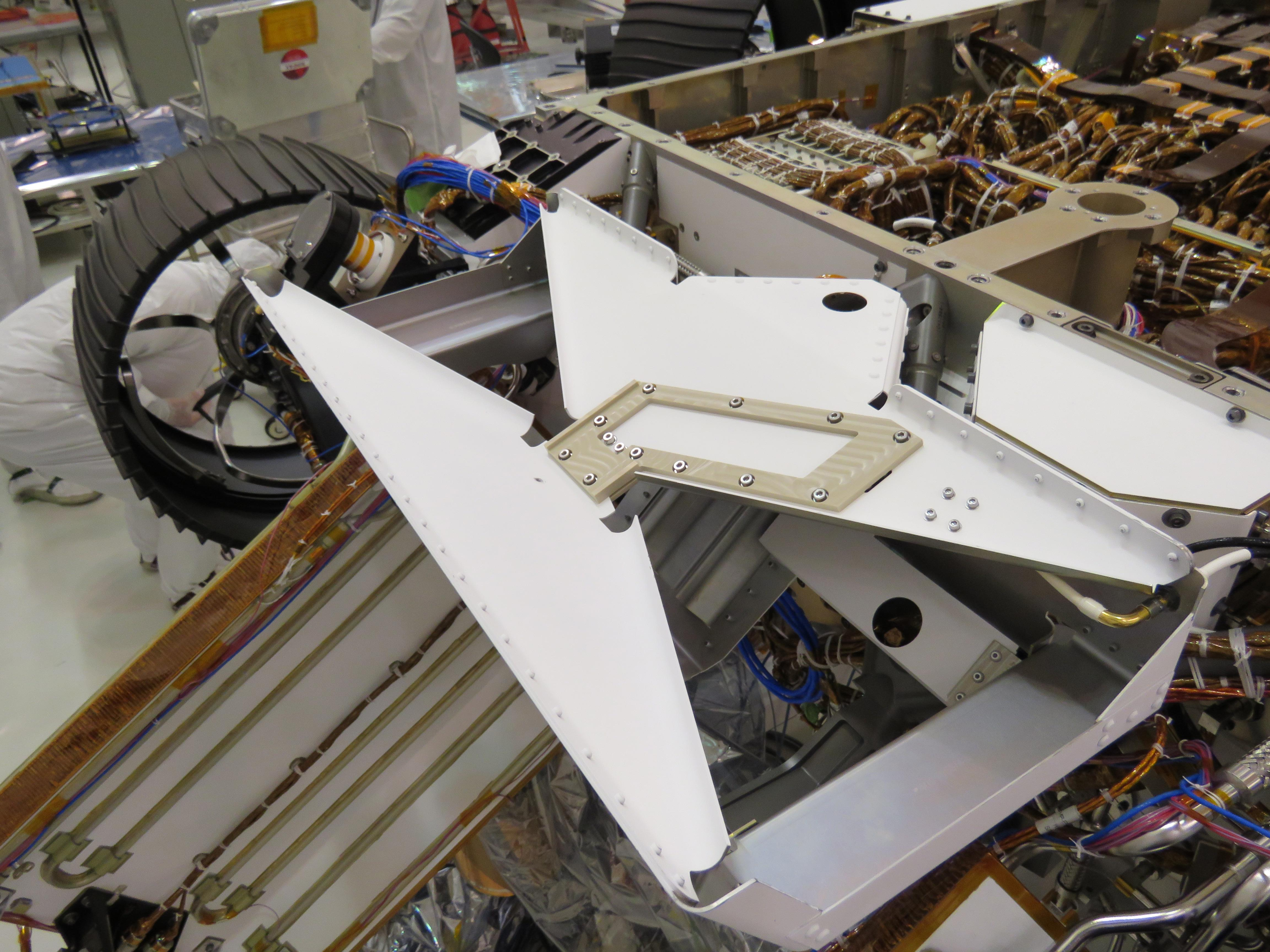
Zařízení RIMFAX

Radar Imager for Mars' subsurface experiment (zkráceně RIMFAX) je radar, který skenuje podzemí. Je umístěn na vozítku Perseverance, které bylo na Mars dopraveno v rámci mise Mars 2020. Jeho cílem je hledat vodu a minerály pod povrchem Marsu. Dosah radaru je až 10 metrů pod povrch. Testování probíhalo na ledovcích. Zařízení operuje ve frekvenčním pásmu 150–1200 MHz.

## Název
Název RIMFAX je zkratkou Radar Imager for Mars' subsurface experiment (volně přeloženo Radarová kamera pro podpovrchové experimenty na Marsu). Zkratka zároveň odkazuje ne severskou mytologii, kde bůh Hrímfax přináší noc.

## Technologie

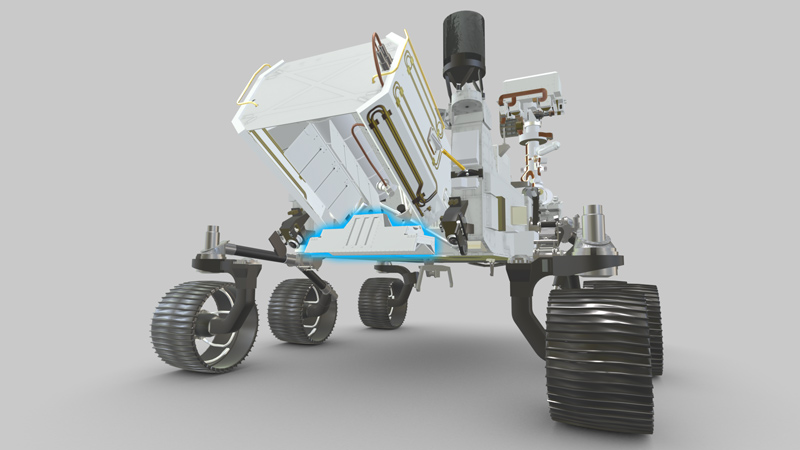
Umístění na roveru.

Zařízení je umístěno na spodní straně vzadu na vozítku Perseverance.
Cíle mise:
- Vytvoření detailní mapy podzemních vrstev usazených hornin
- Zúžit možné složení podzemních vrstev a zpřesnit tak současná data
- Odhalit vztah podzemních struktur vůči skalám, které jsou na povrchu.

RIMFAX funguje na systému základního radaru, který je obvykle používán i na Zemi. Cílem vývojářů však bylo vytvořit radar, který dokáže pracovat ve velkém rozptylu frekvencí (nakonec 150–1200 MHz). Díky větší vlnové délce dosáhne radar hlouběji pod povrch, zatímco při nižších nedosáhne tak hluboko, ale vytvoří přesnější obraz.
Zařízení RIMFAX vychází z radarů, které byly použity při minulých misích na Mars - například MARSIS a SHADAR.

## Technické specifikace
- Hmotnost: 3 kg
- Napájení. 5 - 10 Wattů
- Vrácení dat: 5-10 kB
- Frekvence: 150 - 1200 MHz
- Rozměry: 19,6 × 12,0 × 0,66 cm
- Hloubka průniku: 10 metrů
- Interval měření: každých 10 centimetrů při jízdě

## Vývoj

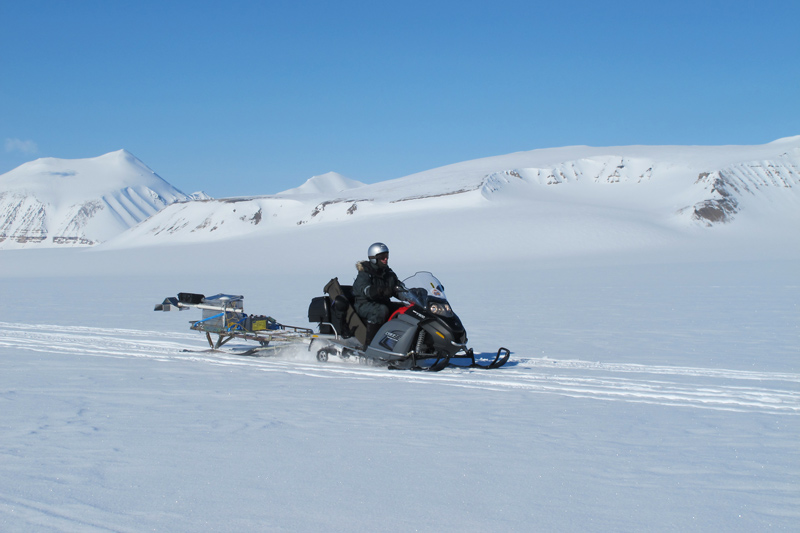
Testování zařízení Rimfax

Vývoj RIMFAX probíhal v Norsku. Testování probíhalo na ledovcích a sněhu, protože hlavním úkolem radaru je hledat informace o podzemní vodě a ledu. Vývoj vedla norská společnost Forsvarets Forskningsinstitutt.